# Dimitris Glinos

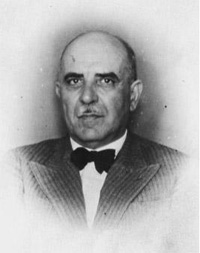
Dimitris Glinos auf einer Fotografie von 1940

Dimitris Glinos (griechisch Δημήτρης Γληνός; * 2. September 1882 in Izmir; † 26. Dezember 1943 in Athen) war ein griechischer Philosoph, Erzieher und Politiker.

## Leben
Glinos wurde 1882 in Izmir als ältestes von zwölf Kindern des Alexandros Glino geboren. Nachdem er die evangelikale Schule in Izmir abgeschlossen hatte, zog er 1899 nach Athen und studierte dort an der Universität Philosophie. 1905 wechselte er an die Universität Jena und studierte dort neben Philosophie auch Pädagogik und experimentelle Psychologie. Zwischen 1908 und 1909 studierte er bei Rudolf Eucken, bevor er 1909 an die Universität Leipzig wechselte. Dort studierte er bis 1911 bei Wilhelm Wundt. In Deutschland machte er Bekanntschaft mit Georgios Skliros, der Glinos die sozialistische Ideologie näherbrachte und entscheidenden Einfluss auf dessen spätere Karriere hatte.
Im September 1908 heiratete er Anna Chroni.
Nach seiner Rückkehr nach Griechenland stellte er 1913 der griechischen Regierung eine Bildungsreform vor. Folgende Neuerungen und Änderungen waren darin enthalten:
- Die Änderung der Unterrichtssprache (Verwendung von der umgangssprachlichen Sprachform Dimotiki statt des veralteten Katharevousa)
- Umstrukturierung der Schulsysteme (Verlängerung der Grundschulzeit von 4 auf 6 Jahre)
- Inhalt des Unterrichts (weniger Formalismus und mehr Fokus auf Wissenschaften)
- Unterrichtsmethoden (Erneuerung der Fächern und Lehrmaterialien)
- Lehrerfortbildung
- Die Mädchenbildung

Glinos wurde 1917 unter Premierminister Eleftherios Venizelos Generalsekretär des Bildungsministeriums. Er begann die vorgeschlagenen Änderungen umzusetzen, wurde jedoch gestoppt, als Venizelos 1920 die Macht verlor. Glinos begann unter dem Pseudonym „A. Gabriel, Lehrer“ zu veröffentlichen. Nachdem Venizelos 1922 wieder an die Macht gekommen war, setzte er die Pläne weiter um, wurde jedoch erneut aufgehalten, als Theodore Pangalos 1925 an die Macht kam.

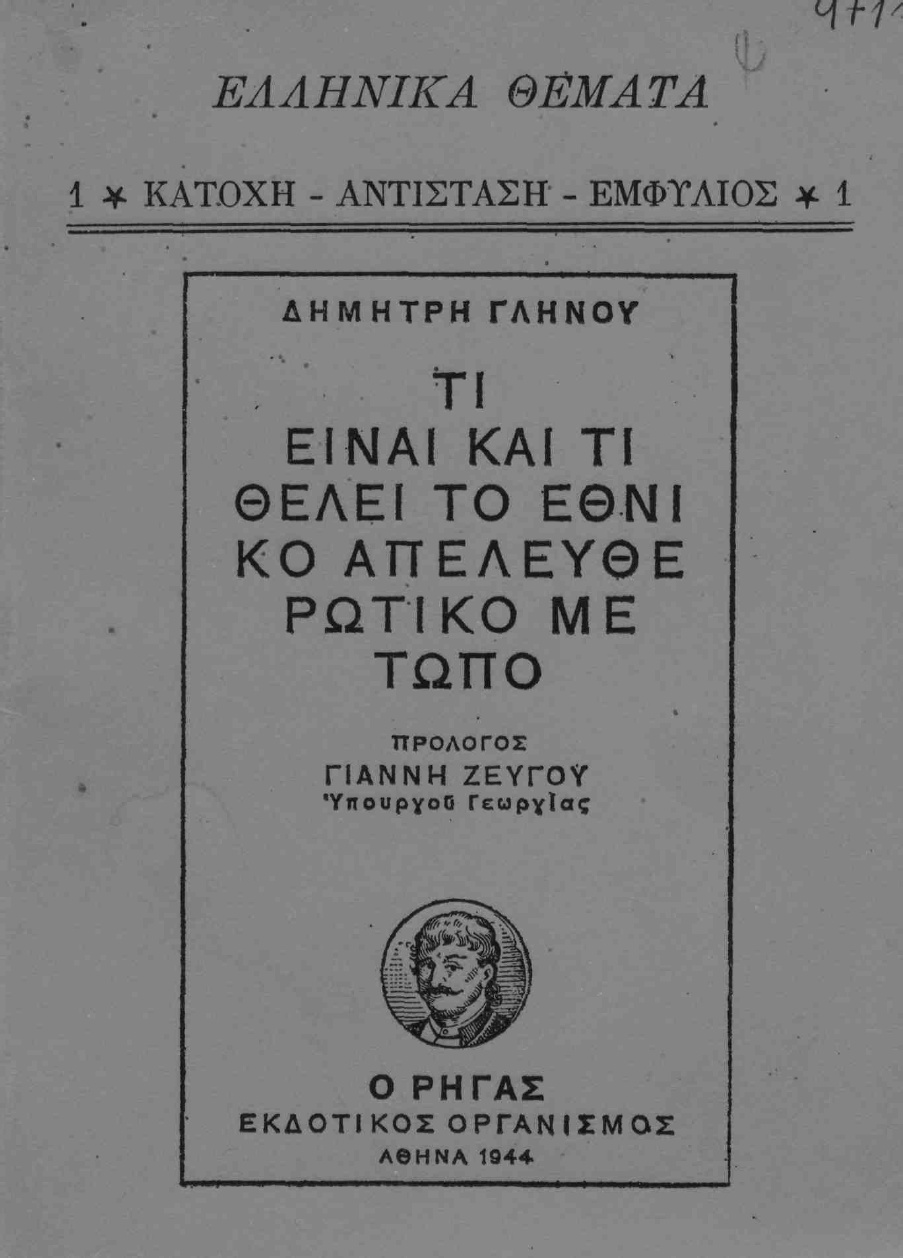
Glinos Buch Was ist die Nationale Befreiungsfront und was will sie, Auflage von 1944

1930 begann seine aktive Teilnahme in der Politik. 1936 wurde er zum Abgeordneten der Kommunistischen Partei von Griechenland gewählt wurde. Nach der Etablierung des Metaxas Regime wurden er und andere Kommunisten ins Exil auf die Insel Agios Efstratios geschickt. Während der Besatzung Griechenlands durch die Achsenmächte im Zweiten Weltkrieg wurde Glinos zu einem der Gründer der kommunistisch geführten Nationalen Befreiungsfront. Er schrieb im September 1942 auch ihr politisches Manifest Was ist die Nationale Befreiungsfront und was will sie (Τί είναι και τί θέλει το ΕΑΜ).